# Microspio tetrabranchia
Microspio tetrabranchia är en ringmaskart som beskrevs av Maciolek 1990. Microspio tetrabranchia ingår i släktet Microspio och familjen Spionidae. Inga underarter finns listade i Catalogue of Life.